# Fiore nella cultura di massa
Il fiore, nell'immaginario collettivo, è stato associato a significati e simboli molto vari e complessi, secondo l'epoca e il luogo di riferimento, legati anche al colore assunto di volta in volta e alla specie di appartenenza, tanto che nel corso del tempo si è sviluppato il cosiddetto linguaggio dei fiori. In particolare, può rappresentare l'inizio della primavera (periodo dell'anno spesso collegato alla fioritura) e dunque - metaforicamente - la vita, la transitorietà, la bellezza, oppure il centro e il Sole nell'antico Egitto, l'anima in alcuni miti della Grecia antica, la benevolenza di Dio e la fragilità umana nell'Antico Testamento, il fedele nella mistica cristiana, la quintessenza - in senso lato - in espressioni idiomatiche come "il fior fiore" o semplicemente "il fiore".